# Teluk Kabung Tengah
Teluk Kabung Tengah is een bestuurslaag in het regentschap Padang van de provincie West-Sumatra, Indonesië. Teluk Kabung Tengah telt 2967 inwoners (volkstelling 2010).